# 46E busz (Debrecen)
A debreceni 46E jelzésű autóbusz a Nagyállomás és az Inter Tan-Ker Zrt. között közlekedik. A viszonylatot a Debreceni Közlekedési Zrt. üzemelteti.

## Útvonala
| Inter Tan-Ker Zrt. felé | Nagyállomás felé |
| --- | --- |
| Nagyállomás vá. – Petőfi tér – Erzsébet utca – Külsővásártér – Nyugati utca – Segner János tér – Kishegyesi út – Határ út – Richter Gedeon utca – Kígyóhagyma utca – Inter Tan-Ker Zrt. vá. | Inter Tan-Ker Zrt. vá. – Kígyóhagyma utca – Richter Gedeon utca – Határ út – Kishegyesi út – Segner János tér – Nyugati utca – Külsővásártér – Erzsébet utca – Petőfi tér – Nagyállomás vá. |

## Megállóhelyei
| 0  | Nagyállomás végállomás        | 15 | 1, 2 5, 5A 10, 10A, 10Y, 14, 16, 18, 18Y, 21, 30, 30A, 30I, 30N, 37, 39, 42, 42A, 43, 44, 46, 47, 47Y, 48, 49, 49Y, 146, A1, Airport 1 Helyközi buszok S506 sebesvonat, gyorsvonat, IC, EC, expresszvonat |
| 3  | Mechwart András SZKI          | 13 | 3, 3A, 4, 5, 5A 10, 10A, 10Y, 14, 19, 25, 25Y, 34, 35, 35Y, 36, 41, 41Y, 42, 42A, 45, 46, 49, 49Y, 125, 125Y, 146, A1 Helyközi buszok                                                                     |
| 4  | Segner tér                    | 11 | 10, 10A, 10Y, 11, 13, 14, 17, 17A, 24, 24Y, 25, 25Y, 33, 33E, 34, 35, 35E, 35Y, 36, 42, 42A, 45, 46, 49, 49Y, 125, 125Y, 146, A1 3, 3A, 4, 5, 5A Helyközi buszok                                          |
| 7  | Dorottya utca                 | 8  | 12, 17, 17A, 22, 22Y, 24, 24Y, 25, 25Y, 46, 125, 125Y, 146 |
| 8  | Gyepűsor utca                 | 6  | 12, 17, 17A, 22, 22Y, 24, 24Y, 25, 25Y, 46, 125, 125Y, 146 |
| 11 | Pósa utca                     | 4  | 17, 17A, 42, 42A, 43, 46, 146 |
| 13 | FAG                           | 2  | 46, 146 |
| 14 | Richter Gedeon utca           | 1  | 46, 146 |
| 16 | Inter Tan-Ker Zrt. végállomás | 0  | 46, 146 |